# Neils Children
Neils Children est un groupe de post-punk britannique, originaire de Londres, en Angleterre. Il est formé par John Linger (guitares et voix) et Brandon Jacobs (batterie) en 1999.

## Biographie
Cet ensemble est formé en 1999 à Harlow College, dans la ville de Harlow, dans l'Essex, par John Linger, Brandon Jacobs et Richard Hawkins. Le nom de leur groupe vient de l'obsession de John Linger pour un groupe protopunk des années 1960, les John's Children, et du surnom de Richard Hawkins, « Neil », premier bassiste du groupe. Jouant d'abord du freakbeat, le groupe se produit dans différents concerts organisés par la scène mod londonienne. En 2000, Hawkins quitte le groupe pour devenir ingénieur du son pour le groupe The Subways. James Hair est recruté comme nouveau bassiste et le groupe décide de déménager à Londres où ils effectuent beaucoup de concerts ainsi qu'ailleurs dans le sud de l'Angleterre.
John Linger est classé 30 sur 50 de la « cool list » établie par le NME en 2005. En juin 2005, leur single Always the Same atteint la 56e place des charts anglais. En décembre 2005, James Hair quitte le groupe pour former, avec Andy Huxley de The Eighties Matchbox B-Line Disaster, leur nouvelle formation Vile Imbeciles. Durant la période 2003-2005 le groupe supporte des groupes comme Razorlight, Bloc Party, Art Brut sur leur tournées, s'ouvrant ainsi les portes de l'Europe pour leur propres tournées. 
Keith Seymour remplace James Hair à la basse, puis en 2007 le groupe reçoit une attention particulière avec leur aide pour mettre le groupe The Horrors sur les rails du succès avec qui ils tournent en avril 2007. La formation Linger-Jacobs-Seymour enregistre la plupart des titres et albums dans la carrière du groupe, dont l'album jamais sorti dans le commerce Pop/Aural et l'album, X.Enc. Ils effectuent deux tournées au Japon avec les tournées européennes et britanniques habituelles. 
En juin 2009, Seymour quitte le groupe pour raisons personnelles. Le 10 septembre 2009, Neils Children se produit comme quatuor composé de John Linger, Brandon Jacobs, Charles Boyer (basse) et Paul Linger (percussions, samples). Leur set est constitué de cinq chansons sorties de l'album X.Enc et un morceau écrit par John Linger durant la tournée d'été 2008 au Japon, Front on Backwards. 
En août 2010, les membres fondateurs Linger et Jacobs annoncent la séparation du groupe et donnent son dernier concert à l'Offset Festival de 2010, près de Londres. Mais ils annoncent leur reformation fin 2012, et sortent le 21 mars 2013, Dimly Lit, sur le label français Boudoir Moderne Records.

## Membres

### Membres actuels
- John Linger - guitare, voix, auteur/interprète (depuis 1999)
- Brandon Jacobs - batterie (depuis 1999)
- Syd Kemp - basse (depuis 2012)
- David Smith - clavier (depuis 2013)

### Anciens membres
- Tom Hawkins - basse (1999–2000)
- James Hair - basse (2000–2005, 2011–2012)
- Keith Seymour - basse (2005–2009)
- Charlie Boyer - basse (2009)
- Paul Linger - percussions (2009)

## Discographie

### Albums studio
- 2004 : Change/Return/Success (Soft City Recordings/mini-album)
- 2006 : Something Perpetual (Vinyl Junkie/titres rares édition japonaise)
- 2009 : X.Enc (Structurally Sound/Vinyl Junkie)
- 2013 : Dimly Lit (Boudoir Moderne/Structurally Sound/Echo Orange)

### EP
- 2011 : Warehouse Stories (Structurally Sound, trois pistes)

### Singles
- 2002 : St. Benet Fink (Circle Records, édition limitée de 250 pièces)
- 2003 : Come Down (Soft City Recordings)
- 2004 : I Hate Models (Soft City Recordings/Loog)
- 2005 : Always The Same (Poptones/Soft City) UK No. 56[1]
- 2006 : Another Day (White Heat Records)
- 2006 : Stand Up (Half Machine Records)
- 2006 : Lucifer Sam (Modern Pop Records)
- 2007 : You Didn't Care (30:30 Recordings)
- 2008 : Reflective/Surface (April 77 Records)
- 2008 : Im Ill (Structurally Sound)
- 2013 : The Highs And Lows (Seventh Crow Records)

### Compilation
- 2012 : Visit-Revisted (2Structurally Sound, compilation de titres rares)

### Albums live
- 2011 : Perpetually/Live/2005 (Structurally Sound, Album live)
- 2012 : Live In Belgium. 2005 (Structurally Sound, album live)

### Clips
- Come Down (2003)
- Always The Same  (2005)
- Another Day  (2006)
- Stand Up  (2006)
- Lucifer Sam (2006)
- You Didn't Care  (2007)
- I'm Ill  (2008, Avec la participation de SKIPtheatre)
- Motorcar  (2009)
- Trust You  (2013)
- Dimly Lit  (2013)
- Never Could Be Any Other Way  (2013)
- The Highs And Lows  (2013)